# Christine Jordis
Pour les articles homonymes, voir Jordis.
Christine Jordis, née le 4 janvier 1942 à Alger, est une écrivaine, journaliste, critique littéraire et éditrice française, spécialiste de la littérature anglaise.

## Biographie
Fille d'Henri de Foucaucourt, journaliste, industriel, directeur de banque, et petite-fille d'Émile Goüin, Marie-Christine de Foucaucourt épouse Alexander Jordis-Lohausen, critique d'opéra pour une revue allemande, auteur de livres pour enfants et fils du général Heinrich Jordis von Lohausen. Ils sont les parents de deux enfants, dont Tristan Jordis, également écrivain.
Diplômée de la Sorbonne et de Harvard, elle s'installe à Londres pour préparer la thèse de son doctorat sur l'humour noir dans la littérature anglaise. Elle enseigne pendant plusieurs années (1971 à 1974) à Queen Mary College, Londres.
À son retour en France, en 1974, elle enseigne pendant cinq ans dans un collège de Savigny-sur-Orge, puis est nommée « Literature Officer » au British Council, chargée de la promotion de la littérature anglaise en France (1979-1991). En même temps, elle collabore à La Nouvelle Revue française, à l’Encyclopaedia Universalis, à La Quinzaine littéraire, avant de devenir collaboratrice pour la littérature anglaise au journal Le Monde (1983-2005). Elle participe également, sur France Culture, à l’émission Lettres ouvertes (1983-97) puis au Panorama (1997-98).
En 1991, Antoine Gallimard l’engage pour succéder à Michel Mohrt comme éditrice chargée du domaine de la fiction de langue anglaise (1991-2012) et membre du comité de lecture (1996-2012) de la maison Gallimard. De 2012 à 2016, elle est membre du comité de lecture des éditions Grasset et Fasquelle. En 2016, elle réintègre les éditions Gallimard, comme éditrice pour la fiction française, et comme membre du comité de lecture.
Son premier ouvrage, un essai intitulé De petits enfers variés (1989), paru au Seuil, porte sur les romancières anglaises et reçoit en 1990 le prix Femina Vacaresco. Il est suivi d’autres essais et récits consacrés à cette littérature, tels Gens de la Tamise et d’ailleurs, qui reçoit le prix Médicis essai en 1999, et Une passion excentrique : Visites anglaises, qui reçoit le prix Valery Larbaud en 2005. Son œuvre, qui comprend des essais (notamment sur la Grande-Bretagne), des récits de voyage (situés principalement en Asie), des biographies et des fictions, est traduite dans plusieurs langues (anglais, portugais, hollandais, grecque, bulgare, italien, russe, coréen, bengali). En 2012, elle a publié chez Gallimard Une vie pour l’impossible, qui retrace, en s’appuyant sur des lettres et des archives personnelles, les mille vies de son père, aventurier en Syrie, combattant dans la campagne d’Italie, ermite parmi les Inuits, retiré dans une vie monacale au Sénégal, – récit pour lequel elle obtient le prix Charles Oulmont de la Fondation de France.
Invitée par le ministère des Affaires étrangères et l’Institut français, elle a donné des conférences dans de nombreux pays sur la littérature anglaise et le roman français contemporain ainsi que sur l’édition en France et dans le monde anglo-saxon : en Inde, en Indonésie (Java et Bali), au Canada, en Australie, en Turquie, au Maroc, en Suède et au Danemark, en Corée du Sud, en Russie, en Chine, à Zagreb.
Elle est faite commandeure de l'ordre national du Mérite le 18 novembre 2017 par le président Emmanuel Macron (remise le 3 avril 2018), dont elle avait été nommée officier le 15 mai 2009. Elle est également officier de l'ordre des Arts et des Lettres, ainsi que Member of the British Empire.

## Membre de jurys littéraires
- Membre du jury du prix Fémina depuis 1996
- Membre du jury du prix Baudelaire de la traduction (1985-2016)
- Membre du jury du prix Révélation de traduction de la Société des gens de lettres[11] (depuis 2017)
- Membre du jury du prix du Meilleur livre étranger (depuis 1992)
- Membre du jury du prix Caze[12] (depuis 2006)
- Membre du jury du prix Nicolas Bouvier (depuis 2014)

### Essais
- De petits enfers variés, Seuil, 1989 (Prix Femina Vacaresco et Prix Marcel-Thiébaut)
- Jean Rhys, la prisonnière, Stock, 1996
- Le Paysage et l’Amour dans le roman anglais, Seuil, 1999
- Gens de la Tamise et d'autre rivages : le roman anglais au XXe siècle, Seuil, 1999 — Prix Médicis essai
- William Blake ou l'infini, Albin Michel, 2014 (Prix SGDL de l'essai)
- Automnes, plus je vieillis, plus je me sens prête à vivre, Albin Michel, 2017

### Récits
- Bali, Java, en rêvant, Éditions du Rocher, 2001
- Promenade en terres bouddhistes de Birmanie, Seuil, 2004
- Une passion excentrique : Visites anglaises, Seuil, 2005 (Prix Valery-Larbaud et Prix Anna de Noailles[13])
- Gandhi, Gallimard, 2006
- Promenades anglaises, réédition de Une passion excentrique : Visites anglaises, Points, 2008
- L'Aventure du désert, Gallimard, 2009
- Paysage d'hiver. Voyage en compagnie d’un sage, Albin Michel, 2016
- Tu n'as pas de cœur…, Albin Michel, 2019
- Impressions japonaises, un pas vers le moins, illustrations de Sacha Jordis, Desclée de Brouwer, 2019
- Le Nuage fou - Ikkyu, moine zen et poète rebelle, Éditions de l'Observatoire, 2023

### Fiction
- La Chambre blanche, Seuil, 2003
- Un lien étroit, Seuil, 2008 (Prix Cabourg)
- Une vie pour l’impossible, Gallimard, 2012 (Prix du roman de la Fondation de France Charles Oulmont)
- Prudence et passion, Albin Michel, 2020 (prix Pierre Benoit du roman 2020)

### Beaux Livres
- Birmanie, Seuil, 2006

## Distinctions
- Commandeure de l'ordre national du Mérite (2017)[14], nommée chevalière en 2000, puis promue officière en 2009[15].
- Officière de l'ordre des Arts et des Lettres (2003)
- Ordre de l'Empire britannique à titre civil (Member of the British Empire)

Le 13 juillet 2023, Christine Jordis est nommée au grade de chevalier dans l'ordre national de la Légion d'honneur.

## Prix littéraires
- Prix Femina Vacaresco, 1989, pour De petits enfers variés
- Prix Marcel Thiebault[17], 1989, pour De petits enfers variés
- Prix Médicis essai, 1999, pour Gens de la Tamise et d’autres rivages, le roman anglais au XXe siècle
- Prix Valery-Larbaud, 2005, pour Une passion excentrique, visites anglaises
- Prix Anna-de-Noailles de l’Académie française, 2005, pour Une passion excentrique, visites anglaises
- Prix Cabourg du roman[18], 2008, pour Un lien étroit
- Prix Charles Oulmont de la Fondation de France[8], 2013, pour Une vie pour l’impossible
- Prix de la Société des Gens de lettres (SGDL) essai, 2014, pour William Blake ou l’infini
- Prix Écritures & Spiritualités, 2017, pour Paysage d’hiver, voyage en compagnie d’un sage
- Prix Pierre-Benoit de l'Association des écrivains combattants, 2021, pour Prudence et Passion